# Fifteen Minutes of Shame
«Fifteen Minutes of Shame» (рус. «Пятнадцать Минут Позора») — двенадцатая серия второго сезона мультсериала «Гриффины». Премьерный показ состоялся 25 апреля 2000 года на канале FOX. В России премьерный показ состоялся 2 июля 2002 года на канале Рен-ТВ.

## Сюжет
Питер играет роль Волшебной Устрицы в исторической реконструкции, посвящённой основанию Куахога.
Мег смущена тем, что её отец голышом моется на берегу реки, а потом (также обнажённый) приезжает на бензоколонку. Кевин Свенсон обращает внимание на голого Питера, но последний сажает его в свою машину, приводя Мег в бешенство. «Последней каплей» явилось то, как Питер повёл себя на «пижамной вечеринке» Мег. Та решает действовать. Мег приглашает всю свою семью на ток-шоу Дианы Симмонс, чтобы обсудить семейные проблемы, но всё идет наперекосяк: вместо решения семейных проблем продюсеры решают организовать новое реалити-шоу «Гриффины в прямом эфире» («The Real Live Griffins»). Мэг уходит из семьи и не принимает участия в шоу.
Место Мег занимает сексуальная девушка-подросток, а с течением времени и вся семья Гриффинов постепенно заменяется на других участников: Том Арнольд вместо Питера, Фрэнсин Дрешер вместо Лоис, «тот толстяк из „Ночей в стиле буги“» («that fat guy from Boogie Nights») (Филип Сеймур Хоффман) вместо Криса, Мэри-Кейт вместо Стьюи и Эшли Ольсен вместо Брайана. Настоящие Гриффины вынуждены жить в однокомнатном гостиничном номере, пока не истечет срок контракта.
Питер покупает Мег мороженое и та «возвращается» в семью.
Эпизод заканчивается тем, что Мег записывает в своем электронном дневнике «Я не могла бы быть более счастливой» («I couldn’t be happier»), а Стьюи меняет эту запись на «Я хочу УБИТЬ ИХ ВСЕХ!» («I want to KILL THEM ALL!»).

## Создание
Автор сценария: Стив Кэллахан.
Режиссёр: Скотт Вуд.
Приглашённые знаменитости: отсутствуют.
Название эпизода — пародия на фразу известного художника Энди Уорхола о том, что «каждый может стать известным за пятнадцать минут» (англ. 15 minutes of fame) (1968). Энди Уорхол упоминался в предыдущем эпизоде.